# Суперкубок Італії з волейболу серед жінок 2024
29 розіграш Суперкубка Італії з волейболу серед жіночих команд відбувся 28 вересня 2024 року в Римі. За трофей боролися  чемпіон і володар національного кубка в сезоні 2022-2023 «Імоко Воллей» (Конельяно) і фіналіст кубка «Про Вікторія» (Монца). «Імоко» здобув трофей восьмий раз загалом і всьоме поспіль.

## Учасники
| Команда              | Місто     | Досягнення                                              |
| -------------------- | --------- | ------------------------------------------------------- |
| «Імоко Воллей»       | Конельяно | Переможець чемпіонату і кубка Італії в сезоні 2023-2024 |
| «Про Вікторія Монца» | Мілан     | Фіналіст кубка Італії в сезоні 2023-2024                |

## Матч
| Дата       | Час |                            | Рахунок |                              | Сет 1 | Сет 2 | Сет 3 | Сет 4 | Сет 5 | Всього  | Звіт  |
| ---------- | --- | -------------------------- | ------- | ---------------------------- | ----- | ----- | ----- | ----- | ----- | ------- | ----- |
| 28.09.2023 |     | «Імоко Воллей» (Конельяно) | 3–2     | «Про Вікторія Монца» (Мілан) | 20–25 | 25–16 | 21–25 | 25–23 | 15–11 | 106–100 | [ 1 ] |

| 1       | Габрієла Гімарайнш     | 16 |
| 10      | Моніка Де Дженнаро (л) |    |
| 11      | Ізабель Гок            | 20 |
| 14      | Йоанна Волош ()        | 3  |
| 16      | Халія Ланьє            | 2  |
| 18      | Крістіна Кірікелла     | 8  |
| 19      | Сара Фар               | 17 |
| Заміни: |                        |    |
| 15      | Меріт Адігве           |    |
| 17      | Мартина Лукасик        | 10 |
| 20      | Анна Бардаро           |    |
| Резерв: |                        |    |
| 6       | Нанамі Секі            |    |
| 7       | Катя Еккль             |    |
| 9       | Марина Лубіан          |    |
| 21      | Єлена Арічі (л)        |    |
| Тренер: |                        |    |
|         | Даніеле Сантареллі     |    |

| 1       | Єлена Казот             | 17 |
| 5       | Лаура Гейрман           | 13 |
| 8       | Алессія Орро ()         | 3  |
| 11      | Анна Данезі             | 5  |
| 13      | Сатомі Фукудоме (л)     |    |
| 17      | Міріам Сілла            | 24 |
| 19      | Ніка Даалдероп          | 19 |
| Заміни: |                         |    |
| 4       | Радостина Маринова      | 1  |
| 6       | Анастасія Гуерра        |    |
| 12      | Лампріні Константінідіс | 1  |
| 14      | Гена Куртагич           |    |
| Резерв: |                         |    |
| 2       | Джульєтта Гелін (л)     |    |
| 3       | Людовіка Джуді          |    |
| 7       | Елена П'єтріні          |    |
| Тренер: |                         |    |
|         | Стефано Лаваріні        |    |

## Найбільше титулів
Найбільшу кількість перемог у турнірі мають:
| Кількість титулів | Волейболістка        | Роки                                                 |
| ----------------- | -------------------- | ---------------------------------------------------- |
| 9                 | Моніка Де Дженнаро   | 2010, 2016, 2018, 2019, 2020, 2021, 2022, 2023, 2024 |
| 8                 | Робін де Крюйф       | 2013, 2016, 2018, 2019, 2020, 2021, 2022, 2023       |
| 7                 | Йоанна Волош         | 2018, 2019, 2020, 2021, 2022, 2023, 2024             |
| 5                 | Дарина Міфкова       | 1996, 1997, 1998, 2001, 2002                         |
| 5                 | Мартіна Гвіджі       | 2003, 2006, 2008, 2009, 2010                         |
| 5                 | Франческа Піччініні  | 1999, 2004, 2011, 2015, 2017                         |
| 5                 | Рафаела Фольє        | 2016, 2018, 2019, 2020, 2021                         |
| 5                 | Сара Фар             | 2020, 2021, 2022, 2023, 2024                         |
| 4                 | Франческа Ферретті   | 2008, 2009, 2010, 2013                               |
| 4                 | Кароліна Костагранде | 2006, 2008, 2009, 2016                               |
| 4                 | Паола Егону          | 2017, 2019, 2020, 2021                               |